# 松浦愛紗
松浦 愛紗（まつうら あいしゃ、1997年8月6日 - ）は、日本の女優。
趣味は読書。特技はクラシックバレエ、空手、ものまね。

## 出演
テレビ
- あした天気になあれ。（2003年、日本テレビ） - ユカ 役
- 金曜エンタテイメント 熱血シングル・ファザー〜新聞記者・新庄圭吾の事件ファイル〜（2004年、フジテレビ）
- 女医・優〜青空クリニック〜（2004年、フジテレビ）
- 月曜ミステリー劇場 弁護士二重丸承子 赤い不在証明（2005年、TBS）
- アタックNo.1（2005年、テレビ朝日） - 八木沢三姉妹（幼少時） 役
- 帰ってきた時効警察（2007年、テレビ朝日） - 黒井桜子（小学生時代） 役
- 小児救命（2008年、テレビ朝日） - 上原レイナ 役

映画
- 転々（2007年）

CM
- ヤマハ音楽教室（2003年）
- ファミリーマート『ファミコロ』（2003年）
- タカラ『おはなしせんせい』（2004年）
- ECCジュニア『先生募集』（2005年）

| スタブアイコン | サブスタブ | この項目は、まだ閲覧者の調べものの参照としては役立たない、俳優（男優・女優）に関連した書きかけの項目です。この項目を加筆・訂正などしてくださる協力者を求めています（P:映画/PJ芸能人）。 |